# Östra Nilijärvi
Östra Nilijärvi är en sjö i Gällivare kommun i Lappland och ingår i Kalixälvens huvudavrinningsområde. Sjön har en area på 0,214 kvadratkilometer och ligger 432,3 meter över havet.

## Delavrinningsområde
Östra Nilijärvi ingår i det delavrinningsområde (749150-171794) som SMHI kallar för Ovan 749149-171682. Medelhöjden är 435 meter över havet och ytan är 1,96 kvadratkilometer. Det finns ett avrinningsområde uppströms, och räknas det in blir den ackumulerade arean 4,9 kvadratkilometer. Vattendraget som avvattnar avrinningsområdet har biflödesordning 2, vilket innebär att vattnet flödar genom totalt 2 vattendrag innan det når havet efter 289 kilometer. Avrinningsområdet består mestadels av skog (89 procent). Avrinningsområdet har 0,22 kvadratkilometer vattenytor vilket ger det en sjöprocent på 11 procent.